# 단자와 산지

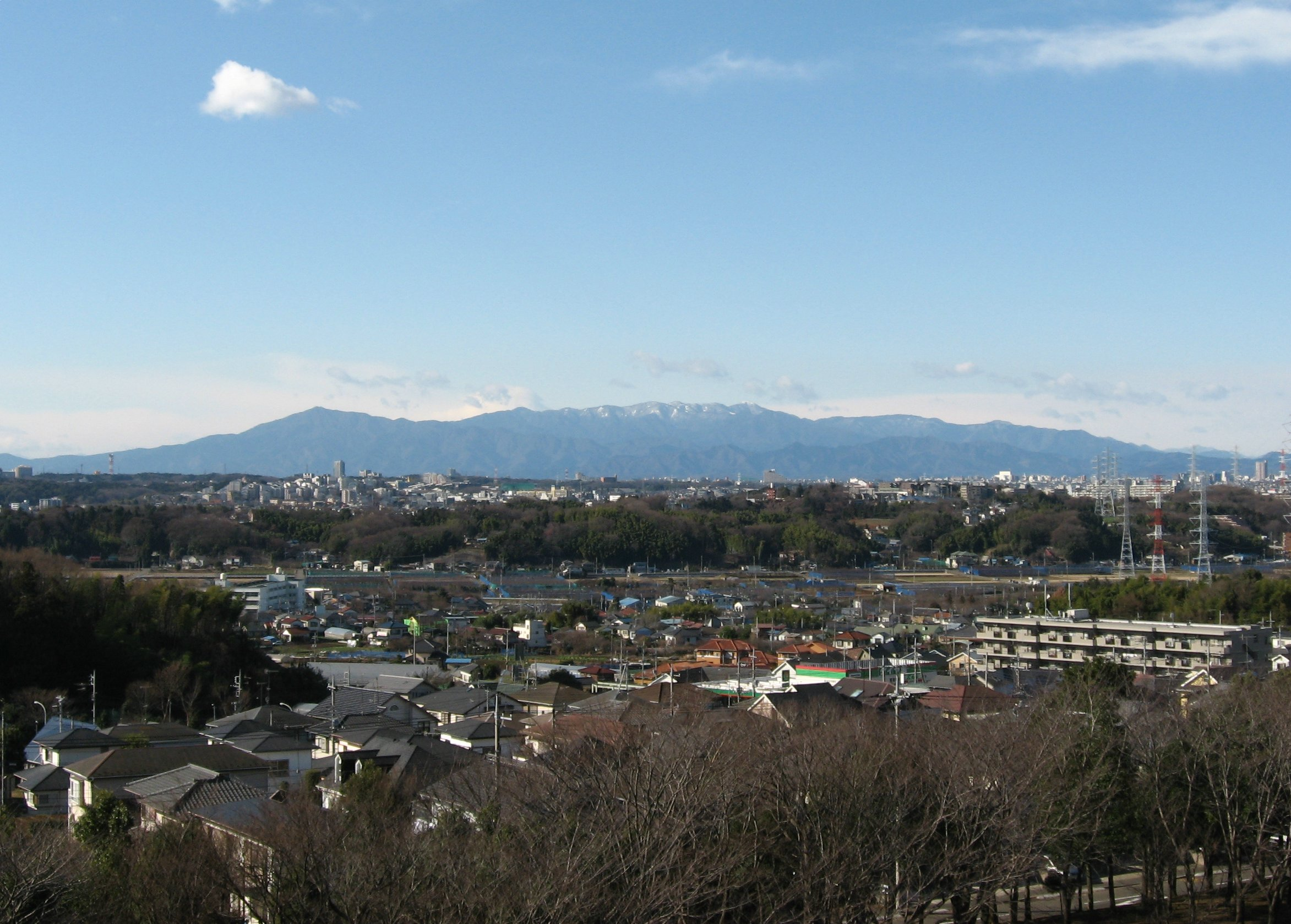
단자와 산지

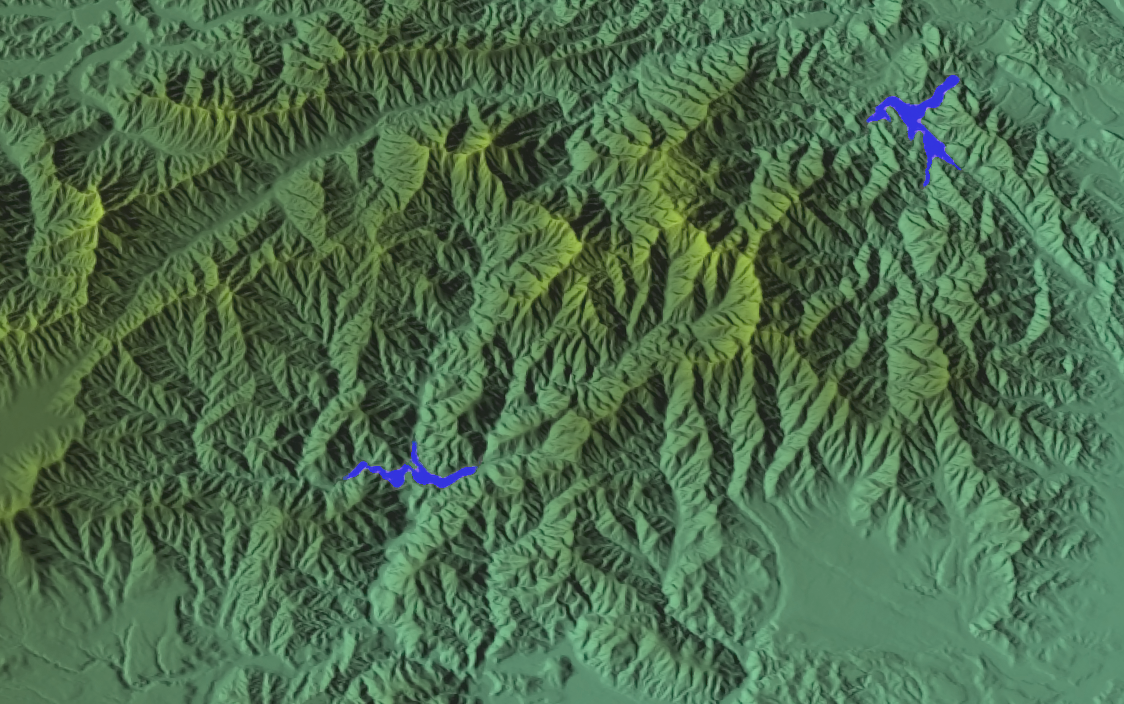
단자와 산지 (컴퓨터 그래픽스)

단자와 산지(일본어: 丹沢山地)는 일본의 가나가와현 북서부에 펼쳐지는 산지이다.